# Selma (Texas)
Selma é uma cidade localizada no estado norte-americano do Texas, no Condado de Bexar, Condado de Comal e Condado de Guadalupe.

## Demografia
Segundo o censo norte-americano de 2000, a sua população era de 788 habitantes.
Em 2006, foi estimada uma população de 2714, um aumento de 1926 (244.4%).

## Geografia
De acordo com o United States Census Bureau tem uma área de 12,6 km², dos quais 12,6 km² cobertos por terra e 0,0 km² cobertos por água.

## Localidades na vizinhança
O diagrama seguinte representa as localidades num raio de 8 km ao redor de Selma.
1. ↑  «U.S. Census Bureau. Census 2000 Summary File 1». Consultado em 29 de outubro de 2007. Arquivado do original em 11 de janeiro de 2010
2. ↑  U.S. Census Bureau. Estimativa da população (julho de 2006)